# 932 до н. е.

## Події
- Фінікія: будівництво палацу Омрі в Самарії.
- Традиційно вважається останнім роком правління Соломона в Ізраїлі.

### Астрономічні явища
- 27 січня. Повне сонячне затемнення.[1]
- 22 липня. Кільцеподібне сонячне затемнення.[1]